# Trofeo Matteotti 1966
Il Trofeo Matteotti 1966, ventunesima edizione della corsa, si svolse il 24 luglio 1966 su un percorso di 246,6 km. La vittoria fu appannaggio dell'italiano Vito Taccone, che completò il percorso in 6h36'25", precedendo i connazionali Felice Gimondi e Adriano Durante.

## Ordine d'arrivo (Top 10)
| Pos. | Corridore       | Squadra           | Tempo    |
| ---- | --------------- | ----------------- | -------- |
| 1    | Vito Taccone    | Vittadello        | 6h36'25" |
| 2    | Felice Gimondi  | Salvarani         | a 1'53"  |
| 3    | Adriano Durante | Salvarani         | a 4'39"  |
| 4    | Lucillo Lievore | Mainetti          | s.t.     |
| 5    | Mario Di Toro   | Vittadello        | s.t.     |
| 6    | Bruno Mealli    | Bianchi-Mobylette | s.t.     |
| 7    | Aldo Pifferi    | Vittadello        | s.t.     |
| 8    | Giuseppe Grassi | Filotex           | s.t.     |
| 9    | Franco Cribiori | Vittadello        | s.t.     |
| 10   | Guido Neri      | Molteni           | s.t.     |